# Olimpiai érmesek listája kézilabdában
Ez a lap az olimpiai érmesek listája kézilabdában 1936-tól 2024-ig.

## Összesített éremtáblázat
(A táblázatokban Magyarország és a rendező nemzet sportolói eltérő háttérszínnel, az egyes számoszlopok legmagasabb értéke vagy értékei vastagítással kiemelve.)
| A nyári olimpiai játékok összesített éremtáblázata kézilabdában | A nyári olimpiai játékok összesített éremtáblázata kézilabdában | A nyári olimpiai játékok összesített éremtáblázata kézilabdában | A nyári olimpiai játékok összesített éremtáblázata kézilabdában | A nyári olimpiai játékok összesített éremtáblázata kézilabdában | Olimpia  |
| --------------------------------------------------------------- | --------------------------------------------------------------- | --------------------------------------------------------------- | --------------------------------------------------------------- | --------------------------------------------------------------- | -------- |
|                                                                 | Ország                                                          | Arany                                                           | Ezüst                                                           | Bronz                                                           | Összesen |
| 1.                                                              | Dánia (DEN)                                                     | 5                                                               | 1                                                               | 1                                                               | 7        |
| 2.                                                              | Franciaország (FRA)                                             | 4                                                               | 3                                                               | 1                                                               | 8        |
| 3.                                                              | Szovjetunió (URS)                                               | 4                                                               | 1                                                               | 1                                                               | 6        |
| 4.                                                              | Norvégia (NOR)                                                  | 3                                                               | 2                                                               | 3                                                               | 8        |
| 5.                                                              | Jugoszlávia (YUG)                                               | 3                                                               | 1                                                               | 1                                                               | 5        |
| 6.                                                              | Dél-Korea (KOR)                                                 | 2                                                               | 4                                                               | 1                                                               | 7        |
| 7.                                                              | Oroszország (RUS)                                               | 2                                                               | 1                                                               | 1                                                               | 4        |
| 8.                                                              | Horvátország (CRO)                                              | 2                                                               | 0                                                               | 1                                                               | 3        |
| 9.                                                              | Németország (GER)                                               | 1                                                               | 2                                                               | 1                                                               | 4        |
| 10.                                                             | NDK (GDR)                                                       | 1                                                               | 1                                                               | 1                                                               | 3        |
| 11.                                                             | Egyesített Csapat (EUN)                                         | 1                                                               | 0                                                               | 1                                                               | 2        |
|                                                                 |                                                                 |                                                                 |                                                                 |                                                                 |          |
| 12.                                                             | Svédország (SWE)                                                | 0                                                               | 4                                                               | 0                                                               | 4        |
| 13.                                                             | Románia (ROU)                                                   | 0                                                               | 1                                                               | 3                                                               | 4        |
| 14.                                                             | Magyarország (HUN)                                              | 0                                                               | 1                                                               | 2                                                               | 3        |
| 15.                                                             | Ausztria (AUT)                                                  | 0                                                               | 1                                                               | 0                                                               | 1        |
| 15.                                                             | Csehszlovákia (TCH)                                             | 0                                                               | 1                                                               | 0                                                               | 1        |
| 15.                                                             | Izland (ISL)                                                    | 0                                                               | 1                                                               | 0                                                               | 1        |
| 15.                                                             | Montenegró (MNE)                                                | 0                                                               | 1                                                               | 0                                                               | 1        |
| 15.                                                             | NSZK (FRG)                                                      | 0                                                               | 1                                                               | 0                                                               | 1        |
| 15.                                                             | Az Orosz Olimpiai Bizottság versenyzői (ROC)                    | 0                                                               | 1                                                               | 0                                                               | 1        |
|                                                                 |                                                                 |                                                                 |                                                                 |                                                                 |          |
| 21.                                                             | Spanyolország (ESP)                                             | 0                                                               | 0                                                               | 6                                                               | 6        |
| 22.                                                             | Kína (CHN)                                                      | 0                                                               | 0                                                               | 1                                                               | 1        |
| 22.                                                             | Lengyelország (POL)                                             | 0                                                               | 0                                                               | 1                                                               | 1        |
| 22.                                                             | Svájc (SUI)                                                     | 0                                                               | 0                                                               | 1                                                               | 1        |
| 22.                                                             | Ukrajna (UKR)                                                   | 0                                                               | 0                                                               | 1                                                               | 1        |
|                                                                 |                                                                 |                                                                 |                                                                 |                                                                 |          |
| Összesen                                                        | Összesen                                                        | 28                                                              | 28                                                              | 28                                                              | 84       |

## Férfiak
| Olimpia           | Arany | Ezüst | Bronz |
| 1936, Berlin      | Németország (GER) · Willy Bandholz · Wilhelm Baumann · Helmut Berthold · Helmut Braselmann · Wilhelm Brinkmann · Georg Dascher · Kurt Dossin · Fritz Fromm · Hermann Hansen · Erich Herrmann · Heinrich Keimig · Hans Keiter · Alfred Klingler · Arthur Knautz · Heinz Körvers · Karl Kreutzberg · Wilhelm Müller · Günther Ortmann · Edgar Reinhardt · Fritz Spengler · Rudolf Stahl · Hans Theilig | Ausztria (AUT) · Franz Bartl · Franz Berghammer · Franz Bistricky · Franz Brunner · Johann Houschka · Emil Juracka · Ferdinand Kiefler · Josef Krejci · Otto Licha · Friedrich Maurer · Anton Perwein · Siegfried Powolny · Siegfried Purner · Walter Reisp · Alfred Schmalzer · Alois Schnabel · Ludwig Schuberth · Johann Tauscher · Jaroslav Volak · Leopold Wohlrab · Friedrich Wurmböck · Johann Zehetner | Svájc (SUI) · Max Blösch · Rolf Fäs · Burkhard Gantenbein · Willy Gysi · Erland Herkenrath · Ernst Hufschmid · Willy Hufschmid · Werner Meyer · Georg Mischon · Willy Schäfer · Werner Scheurmann · Edy Schmid · Erich Schmitt · Eugen Seiterle · Max Streib · Robert Studer · Rudolf Wirz                                         |
| 1948–1968         | Nem szerepelt az olimpiai programban | Nem szerepelt az olimpiai programban | Nem szerepelt az olimpiai programban |
| 1972, München     | Jugoszlávia (YUG) · Abaz Arslanagić · Petar Fajfrić · Hrvoje Horvat · Milorad Karalić · Đorđe Lavrnić · Milan Lazarević · Zdravko Miljak · Slobodan Mišković · Branislav Pokrajac · Nebojša Popović · Miroslav Pribanić · Albin Vidović · Zoran Živković · Zdenko Zorko | Csehszlovákia (TCH) · Ladislav Beneš · František Brůna · Vladimír Haber · Vladimír Jarý · Jiří Kavan · Arnošt Klimčík · Jaroslav Konečný · František Králík · Jindřich Krepindl · Vincent Lafko · Andrej Lukošík · Pavel Mikeš · Petr Pospíšil · Ivan Satrapa · Zdeněk Škára · Jaroslav Škarvan | Románia (ROU) · Birtalan István · Adrian Cosma · Dan Marin · Alexandru Dincă · Cristian Gaţu · Gheorghe Gruia · Roland Gunesch · Kicsid Gábor · Ghiţă Licu · Cornel Penu · Valentin Samungi · Simion Schöbel · Werner Stöckl · Constantin Tudosie · Radu Voina                                                                     |
| 1976, Montréal    | Szovjetunió (URS) · Alekszandr Anpilogov · Jevgenyij Csernisov · Anatolij Fegyukin · Valerij Gasszij · Vaszilj Iljin · Mihail Iscsenko · Jurij Kigyajev · Jurij Klimov · Vlagyimir Kravcov · Szergej Kusnirjuk · Jurij Lahutyin · Vlagyimir Makszimov · Olekszandr Rezanov · Nyikolaj Tomin | Románia (ROU) · Birtalan István · Adrian Cosma · Cezar Drăgăniṭă · Alexandru Fölker · Cristian Gaţu · Mircea Grabovschi · Roland Gunesch · Kicsid Gábor · Ghiţă Licu · Nicolae Munteanu · Cornel Penu · Werner Stöckl · Constantin Tudosie · Radu Voina | Lengyelország (POL) · Zdzisław Antczak · Janusz Brzozowski · Piotr Cieśla · Jan Gmyrek · Alfred Kałuziński · Jerzy Klempel · Zygfryd Kuchta · Jerzy Melcer · Ryszard Przybysz · Henryk Rozmiarek · Andrzej Sokołowski · Andrzej Szymczak · Mieczysław Wojczak · Włodzimierz Zieliński                                              |
| 1980, Moszkva     | NDK (GDR) · Hans-Georg Beyer · Lothar Doering · Günter Dreibrodt · Ernst Gerlach · Klaus Gruner · Rainer Höft · Hans-Georg Jaunich · Hartmut Krüger · Peter Rost · Dietmar Schmidt · Wieland Schmidt · Siegfried Voigt · Frank-Michael Wahl · Ingolf Wiegert | Szovjetunió (URS) · Alekszandr Anpilogov · Vlagyimir Bjelov · Jevgenyij Csernyisov · Anatolij Fegyukin · Mihail Iscsenko · Aljakszandr Karsakevics · Jurij Kigyajev · Vlagyimir Kravcov · Szergej Kusnirjuk · Viktor Mahorin · Voldemaras Novickis · Vlagyimir Repev · Nyikolaj Tomin · Alekszej Zsuk | Románia (ROU) · Birtalan István · Boros József · Adrian Cosma · Cezar Drăgăniṭă · Marian Dumitru · Cornel Durău · Alexandru Fölker · Claudiu Ionescu · Nicolae Munteanu · Vasile Stîngă · Lucian Vasilache · Neculai Vasilcă · Radu Voina · Maricel Voinea                                                                         |
| 1984, Los Angeles | Jugoszlávia (YUG) · Zlatan Arnautović · Mirko Bašić · Jovica Elezović · Mile Isaković · Pavle Jurina · Milan Kalina · Slobodan Kuzmanovski · Dragan Mladenović · Zdravko Rađenović · Momir Rnić · Branko Štrbac · Veselin Vujović · Veselin Vuković · Zdravko Zovko | NSZK (FRG) · Jochen Fraatz · Thomas Happe · Arnulf Meffle · Rüdiger Neitzel · Michael Paul · Dirk Rauin · Siegfried Roch · Michael Roth · Ulrich Roth · Martin Schwalb · Uwe Schwenker · Thomas Springel · Andreas Thiel · Klaus Wöller · Erhard Wunderlich | Románia (ROU) · Mircea Bedivan · Dumitru Berbece · Boros József · Alexandru Buligan · Gheorghe Covaciu · Gheorghe Dogărescu · Marian Dumitru · Cornel Durău · Alexandru Fölker · Nicolae Munteanu · Vasile Oprea · Adrian Simion · Vasile Stîngă · Neculai Vasilcă · Maricel Voinea                                                |
| 1988, Szöul       | Szovjetunió (URS) · Vjacseszlav Atavin · Igor Csumak · Leonyid Dorosenko · Valerij Gopin · Aljakszandr Karsakevics · Andrej Lavrov · Voldemaras Novickis · Jurij Nyesztyerov · Alekszandr Rimanov · Kansztancin Saravarav · Jurij Savcov · Georgij Szviridzenka · Alekszandr Tucskin · Andrej Tyumencev · Mihail Vasziljev                                                                           | Dél-Korea (KOR) · Cshö Szokcse (Choi Seok-Jae) · Kang Dzsevon (Gang Jae-Won) · Kim Dzsehvan (Kim Jae-Hwan) · Ko Szokcsang (Go Seok-Chang) · Im Dzsinszok (Im Jin-Seok) · O Jonggi (O Yong-Gi) · Pak Tohon (Park Do-Heon) · Pak Jongde (Park Yeong-Dae) · No Hjonszok (No Hyeon-Seok) · Sim Dzsehong (Sim Jae-Hong) · Sin Jongszok (Sin Yeong-Seok) · Jun Theil (Yun Tae-Il) · I Szanghjo (Lee Sang-Hyo)        | Jugoszlávia (YUG) · Mirko Bašić · Jožef Holpert · Boris Jarak · Slobodan Kuzmanovski · Muhamed Memić · Alvaro Načinović · Goran Perkovac · Zlatko Portner · Iztok Puc · Rolando Pušnik · Momir Rnić · Zlatko Saračević · Irfan Smajlagić · Ermin Velić · Veselin Vujović                                                           |
| 1992, Barcelona   | Egyesített Csapat (EUN) · Andrej Lavrov · Igor Vasziljev · Jurij Gavrilov · Andrej Barbasinszkij · Szergej Bebesko · Valerij Gopin · Vaszilij Kugyinov · Talant Dujsebajev · Mihail Jakimovics · Oleg Grebnev · Oleg Kiszeljov · Igor Csumak | Svédország (SWE) · Mats Olsson · Robert Hedin · Magnus Wislander · Anders Bäckegren · Ola Lindgren · Per Carlén · Erik Hajas · Magnus Cato · Axel Sjöblad · Robert Andersson · Pierre Thorsson · Patrik Liljestrand · Steffan Olsson · Magnus Andersson · Tommy Souraniemi · Tomas Svensson | Franciaország (FRA) · Philippe Médard · Pascal Mahé · Philippe Debureau · Denis Lathoud · Denis Tristant · Gaël Monthurel · Éric Quintin · Jean-Luc Thiébaut · Philippe Gardent · Thierry Perreux · Laurent Munier · Frédéric Perez · Jackson Richardson · Stéphane Stoecklin · Frédéric Volle · Alain Portes                      |
| 1996, Atlanta     | Horvátország (CRO) · Vladimir Jelčić · Goran Perkovac · Irfan Smajlagić · Božidar Jović · Alvaro Načinović · Vladimir Šujster · Bruno Gudelj · Nenad Kljaić · Iztok Puc · Zoran Mikulić · Patrik Ćavar · Venio Losert · Valner Franković · Slavko Goluža · Valter Matošević · Zlatko Saračević | Svédország (SWE) · Tomas Svensson · Martin Frändesjö · Mats Olsson · Robert Hedin · Magnus Wislander · Tomas Sivertsson · Ola Lindgren · Per Carlén · Erik Hajas · Johan Pettersson · Stefan Lövgren · Robert Andersson · Pierre Thorsson · Staffan Olsson · Magnus Andersson · Andreas Larsson | Spanyolország (ESP) · Jaume Fort · Demetrio Lozano · José Salvador Esquer · Rafael Guijosa · Fernando Hernández · Raúl González · Iñaki Urdangarín · Josu Olalla · Mateo Garralda · Talant Dujsebajev · Jesús Fernández · Alberto Urdiales · Jordi Nuñez · Juan Pérez · José Javier Hombrados · Aitor Etxaburu                     |
| 2000, Sydney      | Oroszország (RUS) · Dmitrij Filippov · Vjacseszlav Gorpisin · Oleg Hogykov · Eduard Koksarov · Gyenyisz Krivoslikov · Vaszilij Kugyinov · Sztanyiszlav Kulincsenko · Dmitrij Kuzelev · Andrej Lavrov · Igor Lavrov · Szergej Pogorelov · Pavel Szukoszjan · Dmitrij Torgovanov · Alekszandr Tucskin · Lev Voronyin                                                                                   | Svédország (SWE) · Magnus Andersson · Ola Lindgren · Tomas Svensson · Pierre Thorsson · Magnus Wislander · Martin Boquist · Martin Frändesjö · Mathias Franzén · Peter Gentzel · Andreas Larsson · Stefan Lövgren · Ljubomir Vranjes · Staffan Olsson · Johan Pettersson · Thomas Sivertsson | Spanyolország (ESP) · Antoni Ugalde · Andrei Xepkin · Rafael Guijosa · Enric Masip · Xavier O'Callaghan · Iñaki Urdangarin · Iosu Olalla · Mateo Garralda · Talant Dujsebajev · Demetrio Lozano · Jordi Nuñez · Alberto Urdiales · Juan Pérez · David Barrufet · Antoni Ortega                                                     |
| 2004, Athén       | Horvátország (CRO) · Ivano Balić · Davor Dominiković · Mirza Džomba · Slavko Goluža · Nikša Kaleb · Blaženko Lacković · Venio Losert · Valter Matošević · Petar Metličić · Vlado Šola · Denis Špoljarić · Goran Šprem · Igor Vori · Drago Vuković · Vedran Zrnić | Németország (GER) · Markus Baur · Frank von Behren · Mark Dragunski · Henning Fritz · Pascal Hens · Jan Olaf Immel · Torsten Jansen · Florian Kehrmann · Stefan Kretzschmar · Klaus-Dieter Petersen · Christian Ramota · Christian Schwarzer · Daniel Stephan · Christian Zeitz · Volker Zerbe | Oroszország (RUS) · Pavel Baskin · Mihail Csipurin · Alekszandr Gorbatyikov · Vjacseszlav Gorpisin · Vitalij Ivanov · Eduard Koksarov · Alekszej Kosztigov · Gyenyisz Krivoslikov · Vaszilij Kugyinov · Oleg Kulesov · Andrej Lavrov · Szergej Pogorelov · Alekszej Rasztvorcev · Dmitrij Torgovanov · Alekszandr Tucskin          |
| 2008, Peking      | Franciaország (FRA) · Luc Abalo · Joël Abati · Cédric Burdet · Didier Dinart · Jérôme Fernandez · Bertrand Gille · Guillaume Gille · Olivier Girault · Michaël Guigou · Nikola Karabatić · Daouda Karaboué · Christophe Kempe · Daniel Narcisse · Thierry Omeyer · Cédric Paty | Izland (ISL) · Alexander Petersson · Arnór Atlason · Ásgeir Örn Hallgrímsson · Björgvin Páll Gústavsson · Guðjón Valur Sigurðsson · Hreiðar Guðmundsson · Ingimundur Ingimundarson · Logi Eldon Geirsson · Ólafur Stefánsson · Róbert Gunnarsson · Sigfús Sigurðsson · Snorri Guðjónsson · Sturla Ásgeirsson · Sverre Andreas Jakobsson                                                                        | Spanyolország (ESP) · David Barrufet · Ion Belaustegui · David Davis · Alberto Entrerríos · Raúl Entrerríos · Rubén Garabaya · Juanín García · José Javier Hombrados · Demetrio Lozano · Cristian Malmagro · Carlos Prieto · Albert Rocas · Iker Romero · Víctor Tomás                                                             |
| 2012, London      | Franciaország (FRA) · Jérôme Fernandez · Didier Dinart · Xavier Barachet · Guillaume Gille · Bertrand Gille · Daniel Narcisse · Guillaume Joli · Samuel Honrubia · Daouda Karaboué · Nikola Karabatić · Thierry Omeyer · William Accambray · Luc Abalo · Cédric Sorhaindo · Michaël Guigou | Svédország (SWE) · Mattias Andersson · Mattias Gustafsson · Kim Andersson · Jonas Källman · Magnus Jernemyr · Niclas Ekberg · Dalibor Doder · Jonas Larholm · Tobias Karlsson · Johan Jakobsson · Johan Sjöstrand · Fredrik Petersen · Kim Ekdahl du Rietz · Mattias Zakrisson · Andreas Nilsson | Horvátország (CRO) · Venio Losert · Ivano Balić · Domagoj Duvnjak · Blaženko Lacković · Marko Kopljar · Igor Vori · Jakov Gojun · Zlatko Horvat · Drago Vuković · Damir Bičanić · Denis Buntić · Mirko Alilović · Manuel Štrlek · Ivan Čupić · Ivan Ninčević                                                                       |
| 2016, Rio         | Dánia (DEN) · Niklas Landin Jacobsen · Mads Christiansen · Mads Mensah Larsen · Casper Ulrich Mortensen · Jesper Nøddesbo · Jannick Green · Lasse Svan Hansen · René Toft Hansen · Henrik Møllgaard · Kasper Søndergaard · Henrik Toft Hansen · Mikkel Hansen · Morten Olsen · Michael Damgaard | Franciaország (FRA) · Olivier Nyokas · Daniel Narcisse · Vincent Gérard · Nikola Karabatić · Kentin Mahé · Mathieu Grébille · Thierry Omeyer · Timothey N’Guessan · Luc Abalo · Cédric Sorhaindo · Michaël Guigou · Luka Karabatić · Ludovic Fabregas · Adrien Dipanda · Valentin Porte | Németország (GER) · Uwe Gensheimer · Finn Lemke · Patrick Wiencek · Tobias Reichmann · Fabian Wiede · Silvio Heinevetter · Hendrik Pekeler · Steffen Weinhold · Martin Strobel · Patrick Groetzki · Kai Häfner · Andreas Wolff · Julius Kühn · Christian Dissinger · Paul Drux                                                     |
| 2020, Tokió       | Franciaország (FRA) · Luc Abalo · Hugo Descat · Ludovic Fabregas · Yann Genty · Vincent Gérard · Michaël Guigou · Luka Karabatić · Nikola Karabatić · Romain Lagarde · Kentin Mahé · Dika Mem · Timothey N’Guessan · Valentin Porte · Nedim Remili · Melvyn Richardson · Nicolas Tournat | Dánia (DEN) · Lasse Andersson · Mathias Gidsel · Jóhan Hansen · Mikkel Hansen · Jacob Holm · Emil Jakobsen · Niklas Landin Jacobsen · Magnus Landin Jacobsen · Mads Mensah Larsen · Kevin Møller · Henrik Møllgaard · Morten Olsen · Magnus Saugstrup · Lasse Svan Hansen · Henrik Toft Hansen | Spanyolország (ESP) · Julen Aguinagalde · Rodrigo Corrales · Alex Dujsebajev · Raúl Entrerríos · Ángel Fernández · Adrià Figueras · Antonio García Robledo · Aleix Gómez · Gedeón Guardiola · Eduardo Gurbindo · Jorge Maqueda · Viran Morros · Gonzalo Pérez de Vargas · Miguel Sánchez-Migallón · Daniel Sarmiento · Ferran Solé |
| 2024, Párizs      | Dánia (DEN) · Niklas Landin Jacobsen · Niclas Kirkeløkke · Magnus Landin Jacobsen · Emil Jakobsen · Rasmus Lauge Schmidt · Emil Nielsen · Magnus Saugstrup · Hans Lindberg · Mathias Gidsel · Henrik Møllgaard · Mikkel Hansen · Lukas Jørgensen · Lasse Andersson · Simon Hald · Thomas Sommer Arnoldsen · Simon Pytlick                                                                            | Németország (GER) · David Späth · Johannes Golla · Luca Witzke · Sebastian Heymann · Justus Fischer · Juri Knorr · Julian Köster · Renārs Uščins · Kai Häfner · Tim Hornke · Andreas Wolff · Rune Dahmke · Lukas Mertens · Christoph Steinert · Marko Grgić · Jannik Kohlbacher | Spanyolország (ESP) · Gonzalo Pérez de Vargas · Jorge Maqueda · Alex Dujsebajev · Rodrigo Corrales · Adrià Figueras · Imanol Garciandia · Abel Serdio · Agustín Casado · Aleix Gómez · Ian Tarrafeta · Miguel Sánchez-Migallón · Daniel Dujsebajev · Kauldi Odriozola · Daniel Fernández · Javier Rodríguez Moreno                 |

### Férfi éremtáblázat
| A nyári olimpiai játékok összesített éremtáblázata férfi kézilabdában | A nyári olimpiai játékok összesített éremtáblázata férfi kézilabdában | A nyári olimpiai játékok összesített éremtáblázata férfi kézilabdában | A nyári olimpiai játékok összesített éremtáblázata férfi kézilabdában | A nyári olimpiai játékok összesített éremtáblázata férfi kézilabdában | Olimpia  |
| --------------------------------------------------------------------- | --------------------------------------------------------------------- | --------------------------------------------------------------------- | --------------------------------------------------------------------- | --------------------------------------------------------------------- | -------- |
|                                                                       | Ország                                                                | Arany                                                                 | Ezüst                                                                 | Bronz                                                                 | Összesen |
| 1.                                                                    | Franciaország (FRA)                                                   | 3                                                                     | 1                                                                     | 1                                                                     | 5        |
| 2.                                                                    | Dánia (DEN)                                                           | 2                                                                     | 1                                                                     | 0                                                                     | 3        |
| 2.                                                                    | Szovjetunió (URS)                                                     | 2                                                                     | 1                                                                     | 0                                                                     | 3        |
| 4.                                                                    | Horvátország (CRO)                                                    | 2                                                                     | 0                                                                     | 1                                                                     | 3        |
| 4.                                                                    | Jugoszlávia (YUG)                                                     | 2                                                                     | 0                                                                     | 1                                                                     | 3        |
| 6.                                                                    | Németország (GER)                                                     | 1                                                                     | 2                                                                     | 1                                                                     | 4        |
| 7.                                                                    | Oroszország (RUS)                                                     | 1                                                                     | 0                                                                     | 1                                                                     | 2        |
| 8.                                                                    | Egyesített Csapat (EUN)                                               | 1                                                                     | 0                                                                     | 0                                                                     | 1        |
| 8.                                                                    | NDK (GDR)                                                             | 1                                                                     | 0                                                                     | 0                                                                     | 1        |
|                                                                       |                                                                       |                                                                       |                                                                       |                                                                       |          |
| 10.                                                                   | Svédország (SWE)                                                      | 0                                                                     | 4                                                                     | 0                                                                     | 4        |
| 11.                                                                   | Románia (ROU)                                                         | 0                                                                     | 1                                                                     | 3                                                                     | 4        |
| 12.                                                                   | Ausztria (AUT)                                                        | 0                                                                     | 1                                                                     | 0                                                                     | 1        |
| 12.                                                                   | Csehszlovákia (TCH)                                                   | 0                                                                     | 1                                                                     | 0                                                                     | 1        |
| 12.                                                                   | Izland (ISL)                                                          | 0                                                                     | 1                                                                     | 0                                                                     | 1        |
| 12.                                                                   | Dél-Korea (KOR)                                                       | 0                                                                     | 1                                                                     | 0                                                                     | 1        |
| 12.                                                                   | NSZK (FRG)                                                            | 0                                                                     | 1                                                                     | 0                                                                     | 1        |
|                                                                       |                                                                       |                                                                       |                                                                       |                                                                       |          |
| 17.                                                                   | Spanyolország (ESP)                                                   | 0                                                                     | 0                                                                     | 5                                                                     | 5        |
| 18.                                                                   | Lengyelország (POL)                                                   | 0                                                                     | 0                                                                     | 1                                                                     | 1        |
| 18.                                                                   | Svájc (SUI)                                                           | 0                                                                     | 0                                                                     | 1                                                                     | 1        |
|                                                                       |                                                                       |                                                                       |                                                                       |                                                                       |          |
| Összesen                                                              | Összesen                                                              | 15                                                                    | 15                                                                    | 15                                                                    | 45       |

## Nők
| Olimpia           | Arany | Ezüst | Bronz |
| 1976, Montréal    | Szovjetunió (URS) · Ljubov Berezsnaja · Ljudmila Bobrusz · Aldona Česaitytė · Tatyjana Hluscsenko · Larisza Karlova · Marija Litosenko · Nyina Lobova · Tatyjana Makarec · Ljudmila Pancsuk · Rafiga Sabanova · Natalija Sersztyuk · Ljudmila Subina · Zinajida Turcsina · Halina Zaharova | NDK (GDR) · Gabriele Badorek · Hannelore Burosch · Roswitha Krause · Waltraud Kretzschmar · Evelyn Matz · Liane Michaelis · Eva Paskuy · Kristina Richter · Christina Rost · Silvia Siefert · Marion Tietz · Petra Uhlig · Christina Voß · Hannelore Zober | Magyarország (HUN) · Angyal Éva · Berzsenyi Mária · Bujdosó Ágota · Csajbókné Németh Erzsébet · Gódorné Nagy Marianna · Csíkné Horváth Klára · Kéziné Pethő Zsuzsanna · Lakiné Tóth Harsányi Katalin · Lelkesné Tomann Rozália · Megyeriné Pacsai Márta · Nagy Ilona · Sterbinszky Amália · Tóth Harsányi Borbála · Vadászné Vanya Mária                                   |
| 1980, Moszkva     | Szovjetunió (URS) · Larisza Karlova · Tetyana Kocserhina · Valentyina Berzina · Aldona Nenėnienė · Ljubov Odinokova · Irina Palcsikova · Ljudmila Bobrusz · Julija Szafina · Larisza Szavkina · Sigita Strečen · Natalija Sersztyuk · Zinajida Turcsina · Olha Zubarjeva | Jugoszlávia (YUG) · Svetlana Anastasovska · Mirjana Đurica · Radmila Drljača · Katica Ileš · Slavica Jeremić · Svetlana Kitić · Jasna Merdan · Vesna Milosević · Mirjana Ognjenović · Vesna Radović · Radmila Savić · Ana Titlić · Biserka Višnjić · Zorica Vojinović | NDK (GDR) · Birgit Heinecke · Roswitha Krause · Waltraud Kretzschmar · Katrin Krüger · Kornelia Kunisch · Evelyn Matz · Kristina Richter · Christina Rost · Sabine Röther · Renate Rudolph · Marion Tietz · Petra Uhlig · Claudia Wunderlich · Hannelore Zober |
| 1984, Los Angeles | Jugoszlávia (YUG) · Svetlana Anastasovska · Alenka Cuderman · Svetlana Dašić-Kitić · Slavica Đukić · Dragica Đurić · Mirjana Đurica · Emilija Erčić · Ljubinka Janković · Jasna Kolar-Merdan · Ljiljana Mugoša · Svetlana Mugoša · Mirjana Ognjenović · Zorica Pavićević · Jasna Ptujec · Biserka Višnjić                                                                                            | Dél-Korea (KOR) · Kim Gjongszun (Kim Gyeong-Sun) · I Szuni (Lee Sun-I) · Csong Höszun (Jeong Hoe-Sun) · Kim Miszuk (Kim Mi-Suk) · Han Hvaszu (Han Hwa-Su) · Kim Okhva (Kim Ok-Hwa) · Kim Cshullje (Kim Chun-Rye) · Csong Szunbok (Jeong Sun-Bok) · Jun Bjongszun (Yun Byeong-Sun) · I Jongdzsa (Lee Yeong-Ja) · Szong Gjonghva (Seong Gyeong-Hwa) · Jun Szugjong (Yun Su-Gyeong) · Szon Mina (Son Mi-Na) | Kína (CHN) · Csen Csen (Chen Zhen) · Kao Hsziu-min (Gao Xiumin) · Ho Csien-ping (He Jianping) · Li Lan · Liu Li-ping · Liu Jü-mej (Liu Yumei) · Szun Hsziu-lan (Sun Xiulan) · Vang Lin-vej (Wang Linwei) · Vang Min-hszing (Wang Mingxing) · Vu Hszin-csiang (Wu Xingjiang) · Csang Vej-hung (Zhang Weihong) · Csang Pej-csün (Zhang Peijun) · Csu Csüe-feng (Zhu Juefeng) |
| 1988, Szöul       | Dél-Korea (KOR) · Han Hjonszuk (Han Hyeon-Suk) · Kim Miszuk (Kim Mi-Suk) · Kim Cshunnje (Kim Chun-Rye) · Kim Hjonmi (Kim Hyeon-Mi) · Kim Gjongszun (Kim Gyeong-Sun) · I Giszun (Lee Gi-Sun) · Im Migjong (Im Mi-Gyeong) · Szon Mina (Son Mi-Na) · Szong Dzsihjon (Song Ji-Hyeon) · Szok Minhi (Seok Min-Hui) · Szong Gjonghva (Seong Gyeong-Hwa) · Kim Mjongszun (Kim Myeong-Sun)                    | Norvégia (NOR) · Kjerstin Andersen · Berit Digre · Marthe Eliasson · Susann Goksør · Trine Haltvik · Hanne Hegh · Hanne Hogness · Vibeke Johnsen · Kristin Midthun · Karin Pettersen · Karin Singstad · Annette Skottvoll · Ingrid Steen · Heidi Sundal · Cathrine Svendsen | Szovjetunió (URS) · Natalja Anyiszimova · Marina Bazanova · Tatyjana Dzsandzsgava · Elina Guszeva · Tetyana Horb · Larisza Karlova · Natalja Lapickaja · Szvitlana Manykova · Natalija Mitrjuk · Natalja Morszkova · Olena Nemaskalo · Natalija Rusznacsenko · Olha Szemenova · Jevhenyija Tovsztohan · Zinajida Turcsina                                                  |
| 1992, Barcelona   | Dél-Korea (KOR) · Csha Dzsegjong (Cha Jae-gyeong) · Hong Dzsongho (Hong Jeong-ho) · Csang Nira (Jang Ri-Ra) · Kim Hvaszuk (Kim Hwa-Suk) · I Hojon (Lee Ho-Yeon) · I Mijong (Lee Mi-yeong) · Im Ogjong (Lim O-Gyeong) · Min Hjeszuk (Min Hye-Suk) · Mun Hjangdzsa (Moon Hyang-Ja) · Nam Unjong (Nam Eun-Young) · O Szongok (Oh Seong-ok) · Pak Csongnim (Park Jeong-Lim) · Pak Kapszuk (Park Gap-Suk) | Norvégia (NOR) · Hege Kirsti Frøseth · Tonje Sagstuen · Hanne Hogness · Heidi Sundal · Susann Goksør · Cathrine Svendsen · Mona Dahle · Siri Eftedal · Henriette Henriksen · Ingrid Steen · Karin Pettersen · Annette Skotvoll · Kristine Duvholt · Heidi Tjugum | Egyesített Csapat (EUN) · Szvetlana Bogdanova · Natalja Gyerjugina · Galina Onoprienko · Tetyana Horb · Natalja Morszkova · Ljudmila Gudz · Szvetlana Prjahina · Natalja Anyiszimova · Galina Borzenkova · Tatyjana Dzsandzsgava · Marina Bazanova · Elina Guszeva · Larisza Kiszeljova                                                                                    |
| 1996, Atlanta     | Dánia (DEN) · Anja Andersen · Camilla Andersen · Kristine Andersen · Heidi Astrup · Tina Bøttzau · Marianne Florman · Conny Hamann · Anja Hansen · Anette Hoffman · Tonje Kjærgaard · Janne Kolling · Susanne Lauritsen · Gitte Madsen · Lene Rantala · Gitte Sunesen · Anne Dorthe Tanderup | Dél-Korea (KOR) · Cso Unhi · Han Szonhi · Hong Dzsongho · Ho Szunjong · Kim Dzsongsim · Kim Unmi · Kim Dzsongmi · Kim Misim · Kim Nang · Kvak Hjedzsong · I Szangun · Im Ogjong · Mun Hjangdzsa · O Szongok · O Jongnan · Pak Csongnim | Magyarország (HUN) · Erdős Éva · Farkas Andrea · Hoffmann Beáta · Kántor Anikó · Kocsis Erzsébet · Kökény Beatrix · Mátéfi Eszter · Mátyás Auguszta · Meksz Anikó · Nagy Anikó · Németh Helga · Pádár Ildikó · Siti Beáta · Szilágyi Katalin · Szántó Anna · Tóth Beatrix                                                                                                  |
| 2000, Sydney      | Dánia (DEN) · Lene Rantala · Camilla Andersen · Tina Bøttzau · Janne Kolling · Tonje Kjærgaard · Karen Brødsgaard · Katrine Fruelund · Maja Grønbek · Christina Hansen · Anette Hoffmann · Lotte Kiærskou · Karin Mortensen · Anja Nielsen · Rikke Petersen · Mette Vestergaard | Magyarország (HUN) · Balogh Beatrix · Deli Rita · Farkas Andrea · Farkas Ágnes · Kántor Anikó · Kökény Beatrix · Kulcsár Anita · Lőwy Dóra · Nagy Anikó · Pádár Ildikó · Pálinger Katalin · Pigniczki Krisztina · Radulovics Bojana · Simics Judit · Siti Beáta | Norvégia (NOR) · Kristine Duvholt · Trine Haltvik · Heidi Tjugum · Susann Goksør-Bjerkrheim · Ann Cathrin Eriksen · Kjersti Grini · Elisabeth Hilmo · Mia Hundvin · Tonje Larsen · Cecilie Leganger · Jeanette Nilsen · Marianne Rokne · Brigitte Sattem · Monica Sandve · Else-Marthe Sørlie                                                                              |
| 2004, Athén       | Dánia (DEN) · Louise Nørgaard · Rikke Skov · Henriette Mikkelsen · Mette Vestergaard · Rikke Jørgensen · Camilla Thomsen · Karin Mortensen · Lotte Kiærskou · Trine Jensen · Katrine Fruelund · Rikke Schmidt · Kristine Andersen · Karen Brødsgaard · Line Daugaard · Josephine Touray | Dél-Korea (KOR) · Csang Szohi · Cshö Imdzsong · Ho Jongszuk · Ho Szunjong · I Gongdzsu · I Szangun · Im Okjong · Kim Cshajon · Kim Hjonok · Mjom Bokhi · Mun Gjongha · Mun Philhi · O Jongran · O Szongok · U Szonhi | Ukrajna (UKR) · Natalija Boriszenko · Anasztaszija Borogyina · Hanna Burmisztrova · Olena Cihicja · Irina Honcsarova · Olena Jacenko · Natalija Ljapina · Halina Markusevszka · Olena Radcsenko · Okszana Rajhel · Ljudmila Sevcsenko · Tetyana Sinkarenko · Hanna Szjukalo · Marina Verheljuk · Larisza Zaszpa                                                            |
| 2008, Peking      | Norvégia (NOR) · Ragnhild Aamodt · Karoline Dyhre Breivang · Marit Malm Frafjord · Gro Hammerseng · Katrine Lunde · Kari Aalvik Grimsbø · Kari Mette Johansen · Tonje Larsen · Kristine Lunde · Else-Marthe Sørlie Lybekk · Tonje Nøstvold · Katja Nyberg · Linn-Kristin Riegelhuth · Gøril Snorroeggen                                                                                              | Oroszország (RUS) · Jekatyerina Andrjusina · Irina Bliznova · Jelena Dmitrijeva · Anna Karejeva · Jekatyerina Marennyikova · Jelena Poljonova · Irina Poltorackaja · Ljudmila Posztnova · Okszana Romenszkaja · Natalja Sipilova · Marija Szidorova · Inna Szuszlina · Emilija Turej · Jana Uszkova | Dél-Korea (KOR) · An Dzsonghva · Cshö Imdzsong · Ho Dzsongho · Ho Szunjong · I Minhi · Kim Cshajon · Kim Namszon · Kim Ona · Mun Philhi · O Jongnan · O Szongok · Pak Csonghi · Pe Minhi · Szong Herim |
| 2012, London      | Norvégia (NOR) · Kari Aalvik Grimsbø · Ida Alstad · Heidi Løke · Tonje Nøstvold · Karoline Dyhre Breivang · Kristine Lunde-Borgersen · Kari Mette Johansen · Marit Malm Frafjord · Linn Jørum Sulland · Katrine Lunde · Linn-Kristin Riegelhuth Koren · Gøril Snorroeggen · Amanda Kurtović · Camilla Herrem                                                                                         | Montenegró (MNE) · Marina Vukčević · Radmila Miljanić · Jovanka Radičević · Ana Đokić · Marija Jovanović · Ana Radović · Anđela Bulatović · Sonja Barjaktarović · Maja Savić · Bojana Popović · Suzana Lazović · Katarina Bulatović · Majda Mehmedović · Milena Knežević | Spanyolország (ESP) · Andrea Barnó · Carmen Martín · Nely Carla Alberto · Beatriz Fernández · Verónica Cuadrado · Marta Mangué · Macarena Aguilar · Silvia Navarro · Jessica Alonso · Marta López · Elisabeth Pinedo · Begoña Fernández · Vanessa Amorós · Patricia Elorza · Mihaela Ciobanu                                                                               |
| 2016, Rio         | Oroszország (RUS) · Anna Szedojkina · Polina Kuznyecova · Darja Dmitrieva · Anna Szeny · Olga Akopjan · Anna Vjahireva · Marina Szudakova · Vladlena Bobrovnyikova · Viktorija Zsilinszkajtye · Jekatyerina Marennyikova · Irina Bliznova · Jekatyerina Iljina · Maja Petrova · Tatyjana Jerohina · Viktorija Kalinyina                                                                              | Franciaország (FRA) · Laura Glauser · Blandine Dancette · Camille Ayglon · Allison Pineau · Laurisa Landre · Grâce Zaadi · Marie Prouvensier · Amandine Leynaud · Manon Houette · Siraba Dembélé · Chloé Bulleux · Tamara Horacek · Béatrice Edwige · Estelle Nze Minko · Gnonsiane Niombla · Alexandra Lacrabère                                                                                        | Norvégia (NOR) · Kari Aalvik Grimsbø · Mari Molid · Emilie Hegh Arntzen · Ida Alstad · Veronica Kristiansen · Heidi Løke · Nora Mørk · Stine Bredal Oftedal · Marit Malm Frafjord · Katrine Lunde · Linn-Kristin Riegelhuth Koren · Amanda Kurtović · Camilla Herrem · Sanna Solberg                                                                                       |
| 2020, Tokió       | Franciaország (FRA) · Méline Nocandy · Blandine Dancette · Pauline Coatanea · Chloé Valentini · Allison Pineau · Coralie Lassource · Grâce Zaadi · Amandine Leynaud · Kalidiatou Niakaté · Cléopâtre Darleux · Océane Sercien-Ugolin · Laura Flippes · Béatrice Edwige · Pauletta Foppa · Estelle Nze Minko · Alexandra Lacrabère                                                                    | Az Orosz Olimpiai Bizottság versenyzői (ROC) · Anna Szedojkina · Polina Kuznyecova · Polina Gorskova · Darja Dmitrijeva · Anna Szeny · Anna Vjahireva · Polina Vegyohina · Vladlena Bobrovnyikova · Kszenyija Makejeva · Jelena Mihajlicsenko · Olga Fomina · Jekatyerina Iljina · Julija Manaharova · Antonyina Szkorobogatcsenko · Viktorija Kalinyina                                                 | Norvégia (NOR) · Henny Reistad · Veronica Kristiansen · Marit Malm Frafjord · Stine Skogrand · Nora Mørk · Stine Bredal Oftedal · Silje Solberg · Kari Brattset · Katrine Lunde · Marit Røsberg Jacobsen · Camilla Herrem · Sanna Solberg-Isaksen · Kristine Breistøl · Marta Tomac · Vilde Johansen                                                                       |
| 2024, Párizs      | Norvégia (NOR) · Veronica Kristiansen · Maren Nyland Aardahl · Stine Skogrand · Nora Mørk · Stine Bredal Oftedal · Silje Solberg-Østhassel · Kari Brattset Dale · Kristine Breistøl · Vilde Ingstad · Katrine Lunde · Marit Røsberg Jacobsen · Camilla Herrem · Sanna Solberg-Isaksen · Henny Reistad · Thale Rushfeldt Deila                                                                        | Franciaország (FRA) · Laura Glauser · Méline Nocandy · Alicia Toublanc · Chloé Valentini · Coralie Lassource · Grâce Zaadi · Cléopâtre Darleux · Laura Flippes · Orlane Kanor · Tamara Horacek · Pauletta Foppa · Estelle Nze Minko · Oriane Ondono · Lucie Granier · Sarah Bouktit · Léna Grandveau · Hatadou Sako                                                                                      | Dánia (DEN) · Sandra Toft · Sarah Iversen · Helena Elver · Anne Mette Hansen · Kathrine Heindahl · Line Haugsted · Althea Reinhardt · Mette Tranborg · Kristina Jørgensen · Trine Østergaard · Louise Burgaard · Mie Højlund · Emma Friis · Rikke Iversen · Michala Møller                                                                                                 |

### Női éremtáblázat
| A nyári olimpiai játékok összesített éremtáblázata női kézilabdában | A nyári olimpiai játékok összesített éremtáblázata női kézilabdában | A nyári olimpiai játékok összesített éremtáblázata női kézilabdában | A nyári olimpiai játékok összesített éremtáblázata női kézilabdában | A nyári olimpiai játékok összesített éremtáblázata női kézilabdában | Olimpia  |
| ------------------------------------------------------------------- | ------------------------------------------------------------------- | ------------------------------------------------------------------- | ------------------------------------------------------------------- | ------------------------------------------------------------------- | -------- |
|                                                                     | Ország                                                              | Arany                                                               | Ezüst                                                               | Bronz                                                               | Összesen |
| 1.                                                                  | Norvégia (NOR)                                                      | 3                                                                   | 2                                                                   | 3                                                                   | 8        |
| 2.                                                                  | Dánia (DEN)                                                         | 3                                                                   | 0                                                                   | 1                                                                   | 4        |
| 3.                                                                  | Dél-Korea (KOR)                                                     | 2                                                                   | 3                                                                   | 1                                                                   | 6        |
| 4.                                                                  | Szovjetunió (URS)                                                   | 2                                                                   | 0                                                                   | 1                                                                   | 3        |
| 5.                                                                  | Franciaország (FRA)                                                 | 1                                                                   | 2                                                                   | 0                                                                   | 3        |
| 6.                                                                  | Jugoszlávia (YUG)                                                   | 1                                                                   | 1                                                                   | 0                                                                   | 2        |
| 6.                                                                  | Oroszország (RUS)                                                   | 1                                                                   | 1                                                                   | 0                                                                   | 2        |
|                                                                     |                                                                     |                                                                     |                                                                     |                                                                     |          |
| 8.                                                                  | Magyarország (HUN)                                                  | 0                                                                   | 1                                                                   | 2                                                                   | 3        |
| 9.                                                                  | NDK (GDR)                                                           | 0                                                                   | 1                                                                   | 1                                                                   | 2        |
| 10.                                                                 | Montenegró (MNE)                                                    | 0                                                                   | 1                                                                   | 0                                                                   | 1        |
| 10.                                                                 | Az Orosz Olimpiai Bizottság versenyzői (ROC)                        | 0                                                                   | 1                                                                   | 0                                                                   | 1        |
|                                                                     |                                                                     |                                                                     |                                                                     |                                                                     |          |
| 12.                                                                 | Egyesített Csapat (EUN)                                             | 0                                                                   | 0                                                                   | 1                                                                   | 1        |
| 12.                                                                 | Kína (CHN)                                                          | 0                                                                   | 0                                                                   | 1                                                                   | 1        |
| 12.                                                                 | Spanyolország (ESP)                                                 | 0                                                                   | 0                                                                   | 1                                                                   | 1        |
| 12.                                                                 | Ukrajna (UKR)                                                       | 0                                                                   | 0                                                                   | 1                                                                   | 1        |
|                                                                     |                                                                     |                                                                     |                                                                     |                                                                     |          |
| Összesen                                                            | Összesen                                                            | 13                                                                  | 13                                                                  | 13                                                                  | 39       |